# パラノーマル・アクティビティ 第2章 TOKYO NIGHT
『パラノーマル・アクティビティ 第2章 TOKYO NIGHT』は、2010年の日本映画。2009年に北米で公開された『パラノーマル・アクティビティ』の「日本版続編」であり、一作目から4年後の物語である。

## 概要
日本版続編となる日本を舞台に製作された全編主観映像のフェイクドキュメンタリー形式のホラー映画。監督は『放送禁止』の長江俊和。出演は『BECK』の中村蒼や『サラリーマン金太郎』の青山倫子。本作品では初の2部屋同時の映像である。
キャッチコピーは「第2章は寝室2部屋、恐怖2倍。」。

## ストーリー
２００７年３月、カリフォルニア州サンディエゴ滞在中、日本人学生の山野春花は交通事故に遭い、両足を骨折する。彼女は東京の自宅に戻る。父の茂之は海外出張に出かけ、彼女は１９歳の弟の幸一と二人きりになる。
ある朝、春花は車輪がロックされているにもかかわらず車椅子が動いていることに気づく。幸一は超常現象ではないかと疑い、春花の部屋に塩を山盛りにするが、翌日には塩が散らばってしまう。春花は相手にしないが、幸一はさらに調査し、夕食中にガラスのコップが突然割れたため、春花は撮影を続けることを許可した。やがて、カメラの映像から、家の中の複数の物体が勝手に動いていることに気づく。幸一の友人の名越純が恋人とその友人の呉美鈴を連れて訪ねてきた日、美鈴は春花の部屋を調べながら悲鳴をあげ、口から泡を吹く。
浩一は神主と連絡を取り、神主が祓いを済ませた後、兄妹に悪魔の気配が落ち着いたと告げる。何事も起こらずに２日が経った後、父の茂之が帰宅する。12日目の夜、春花の車椅子がカメラに向かって動き、カメラを遮断したため、兄妹は悪魔がまだ家の中にいることに気づく。浩一は神主と連絡を取ろうとするが、神主は彼らを置いていった後、心臓発作で亡くなったと告げられる。事件は暴力的に悪化し始め、春花は髪の毛をつかんでベッドから引きずり出される。春花は茂之に連絡を取ろうとするが、彼は電話に出ない。
春花は、旅行を中断させた同じ交通事故に巻き込まれた女性、ケイティを思い出す。オンラインで彼女について調べた後、彼女はケイティに取り憑いていた悪魔が今自分たちを狙っていると信じる。彼女はアメリカの病院で療養中に同様の奇妙な現象を経験したことを浩一に明かす。その夜、彼女は意識を失う前に腕の奇妙な噛み跡を浩一に見せる。朝、幸一は彼女の手に十字架を渡す。彼が去った後、春花は十字架を落とし、それが燃え、窓が割れる。焦げた十字架と割れたガラスを発見した幸一はショックを受け、打ちひしがれる。
１５日の夜、春花は午前１時に目を覚まし、幸一が眠っている間、彼のベッドサイドに立ち、２時間彼を見つめる。その後、春花は階下に降りて叫び声を上げる。驚いた幸一は駆け下り、クローゼットの中に茂之の死体を発見する。憑りつかれた春花は凶暴になり、幸一は逃げてタクシーに乗る。彼が逃げると、春花が目の前に現れ、タクシーは春花にぶつかって衝突する。
葬儀場の防犯カメラを通して、幸一は事故で亡くなったと思われる春花に弔問するために到着する。シートを外すと、タクシー運転手の死体であることに驚く。突然、幸一が叫びながら暗闇に引きずり込まれ、カメラの映像が途切れる。再びカメラが動き出すと、春花が悪魔のような笑みを浮かべてそれを見つめ、うなり声が聞こえる。エピローグのテキストによると、幸一と茂之は死体で発見され、春花の行方は不明のままである。

## キャスト
- 山野幸一 - 中村蒼

本作の主人公。春花の部屋で起きている怪奇現象の正体を突き止めるため、春花の部屋に自分のビデオカメラを設置する。オカルトに興味があるらしい。
- 山野春花 - 青山倫子

幸一の姉。アメリカでの旅行中に事故に遭って両足を複雑骨折し、しばらくの間車いすに乗って生活することを余儀なくされる。弟と違いオカルトの類は信じていない。しかしアメリカから帰国後、彼女に異変が訪れる。
- 呉 美鈴 - 吉谷彩子

潤と麻衣の友人。霊感がある。
- 名越  潤 - 鯨井康介

幸一の友人。
- 矢口麻衣 - 守永真彩

潤の彼女。
- 御祓い師 - 山田登是

幸一の依頼を受けて山野家を訪れた御祓い師。
- 御祓い師助手 - 松林慎司
- 山野繁幸 - 津村和幸

幸一と春花の父。彼が長期出張で家を空けることになったことから物語が始まる。

## 製作
企画・製作・プロデュースは前作『パラノーマル・アクティビティ』を日本で配給したプレシディオの代表取締役の花田康隆が務める。花田によると、前作の日本公開前にオーレン・ペリから「『パラノーマル・アクティビティ』を日本版を観てみたい」という話があったために続編製作権を獲得するに至った。当初は海外の監督を雇う話もあったが、最終的に擬似ドキュメンタリーに長けた長江俊和に任命された。2010年9月21日に監督と主要キャストが明かされた。

### スタッフ
- 監督・脚本 - 長江俊和

## 公開
2010年9月29日にポスターが解禁された。10月21日にはシネセゾン渋谷にて「未完成披露試写会」が行われ、タレントの優木まおみとモデルのてんちむ、そして一般女子高生100人による投票によって映画の結末が決定された。
宣伝用に恐怖のTVスポット映像が製作されたものの、テレビ各局から放送を拒否され、公式サイトでのみ公開された。
全国208スクリーンで公開され、2010年6月20,21日初日2日間で興収4,168万5,000円になり映画観客動員ランキング（興行通信社調べ）で初登場第7位となった。学生が8割を占めており、ぴあ初日満足度ランキング（ぴあ映画生活調べ）では第1位になるなど高評価されている。